# Unbiennio
El unbiennio  o eka-berkelio es el nombre temporal de un elemento químico desconocido de la tabla periódica que tiene el símbolo Ube y Número atómico Z=129. El elemento 129 es de interés científico pero no es parte de la hipotética isla de estabilidad, además pertenece a los superactínidos y es un elemento transuránico. La configuración electrónica predictiva que posee este elemento es: [ Og ] 8s2 8p2 6f3 5g4. Su masa atómica predictiva es de 342.

## Nombre
El nombre temporal del unbiennio viene del latín Unbiennium y significa "uno-dos-nueve". Adicionalmente, corresponde a un nombre sistemático de elemento, que se emplea como marcador de posición hasta que se confirme su existencia por un grupo de investigación encargado y la IUPAC decida su nombre definitivo.